# عصر خرد

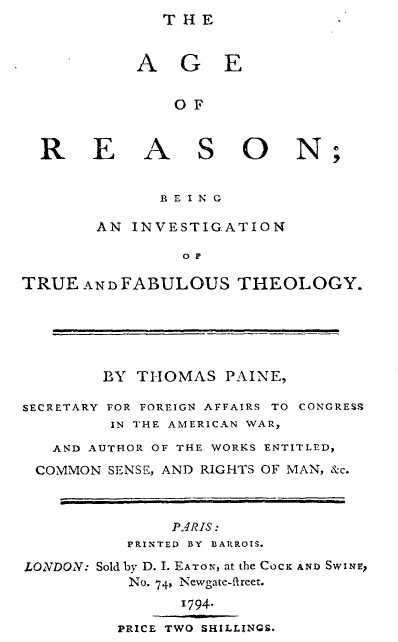
صفحه عنوان از چاپ اول انگلیسی، بخش ۱

عصر خرد (به انگلیسی: The Age of Reason) در حال تحقیق و تفحص در کلام درست و افسانه، جزوه‌ای نوشته انقلابی بریتانیایی و آمریکایی تامس پین است که بنیان دین و مشروعیت کتاب مقدس را زیر سؤال می‌برد. این جزوه در سه بخش در سال‌های ۱۷۹۴، ۱۷۹۵ و ۱۸۰۷ منتشر شد و به پرفروش‌ترین‌ها در ایالات متحده تبدیل شد که موجب احیای کوتاه مدت دئیسم گردید. ولی در انگلستان، خوانندگان به علت ترس از افراط‌گرایی سیاسی که در انقلاب فرانسه شاهد بودند با خصومت بیشتری با آن برخورد کردند. جزوه عصر خرد برهان‌های دئیستی را پیش رو می‌گذارد؛ برای مثال بر روی چیزی که پین فساد کلیسای مسیحی می‌بیند دست می‌گذارد و  از تلاش دین برای دسترسی به قدرت سیاسی انتقاد می‌کند. در عوض پین به جای دین سنتی و وحی، الهیات طبیعی  را پیش رو می‌گذارد. او وجود معجزه را رد می‌کند و کتاب مقدس را تنها یک کتاب ادبی می‌داند نه متنی وحی شده الهی.
بیشتر آرای پین برای مدت‌ها در دسترس نخبگان تحصیل‌کرده بود، ولی او با ارائه آن‌ها به سبکی جذاب و هتاک، دئیسم را برای عموم مردم قابل دسترس کرد. همچنین کتاب ارزان بود و آن را در دسترس شمار زیادی از خریداران می‌گذاشت. با ترس از آنچه بریتانیایی‌ها، ایده‌های مستعد انقلابی می‌دانستند، در قرن ۱۹ و ۲۰ حکومت‌های بریتانیایی، منتشران و کتاب‌فروشانی که سعی به انتشار و توزیع این کتاب داشتند تعقیب می‌کردند. با این حال، پین، راهنمای بسیاری از آزاداندیشان بریتانیایی در قرن نوزدهم و بیستم بود.